# Primelephas
Primelephas és un gènere d'elefant que existí durant el Miocè i el Pliocè. El nom del gènere significa "primer elefant". S'hipotetitza que aquests elefants primitius eren l'avantpassat comú dels mamuts i dels gèneres propers Elephas i Loxodonta, els elefants africà i asiàtic, que divergiren entre fa sis i quatre milions d'anys. Tenia quatre ullals, cosa inusual per un elefant.